# Roberto Bosco
Roberto Bosco (Monza, 14 febbraio 1962) è un allenatore di calcio ed ex calciatore italiano, di ruolo difensore, collaboratore tecnico della Juventus.

## Carriera

### Giocatore
È stato un centrocampista che ha militato in numerose squadre in Serie B e in Serie A; ha giocato nel Pescara e nella Reggiana, ma ha toccato i suoi più alti livelli nella Fiorentina, dov'è rimasto per due stagioni, e poi nel Pisa di cui divenne una bandiera nei primi anni 1990. Infine ha giocato nel Modena.

### Allenatore
Dopo aver assunto il ruolo di giocatore-allenatore tra i dilettanti con la Massese, ha iniziato a fare gavetta ricoprendo il ruolo di vice, prima di Giovanni Galeone sulla panchina del Pescara, e poi di Stefano Cuoghi su quella del Crotone e dello Spezia. Dopo l'esonero di quest'ultimo, ha guidato la squadra spezzina per una giornata fino all'arrivo di Nicoletti.
Nel 2003 è stato sulla panchina della Reggiana come vice di Adriano Cadregari, fungendo, al suo esonero, da traghettatore fino all'arrivo di Sala, quando è tornato a rivestire il ruolo di secondo. Dal 2007 al 2009 ha fatto parte dello staff tecnico del Siena.
Dal 2010 al 2012 ha collaborato come osservatore del settore giovanile del Milan; nel 2012 è entrato nello staff tecnico di Massimiliano Allegri, sempre al Milan, in qualità di osservatore per la prima squadra. Nel 2014 ha seguito Allegri alla Juventus, mantenendo il ruolo di osservatore.

## Palmarès

### Giocatore
- Coppa Italia Serie C: 1

Carrarese: 1982-1983
- Campionato italiano di Serie B: 1

Pescara: 1986-1987 (ex aequo con il Pisa)